# كوارع

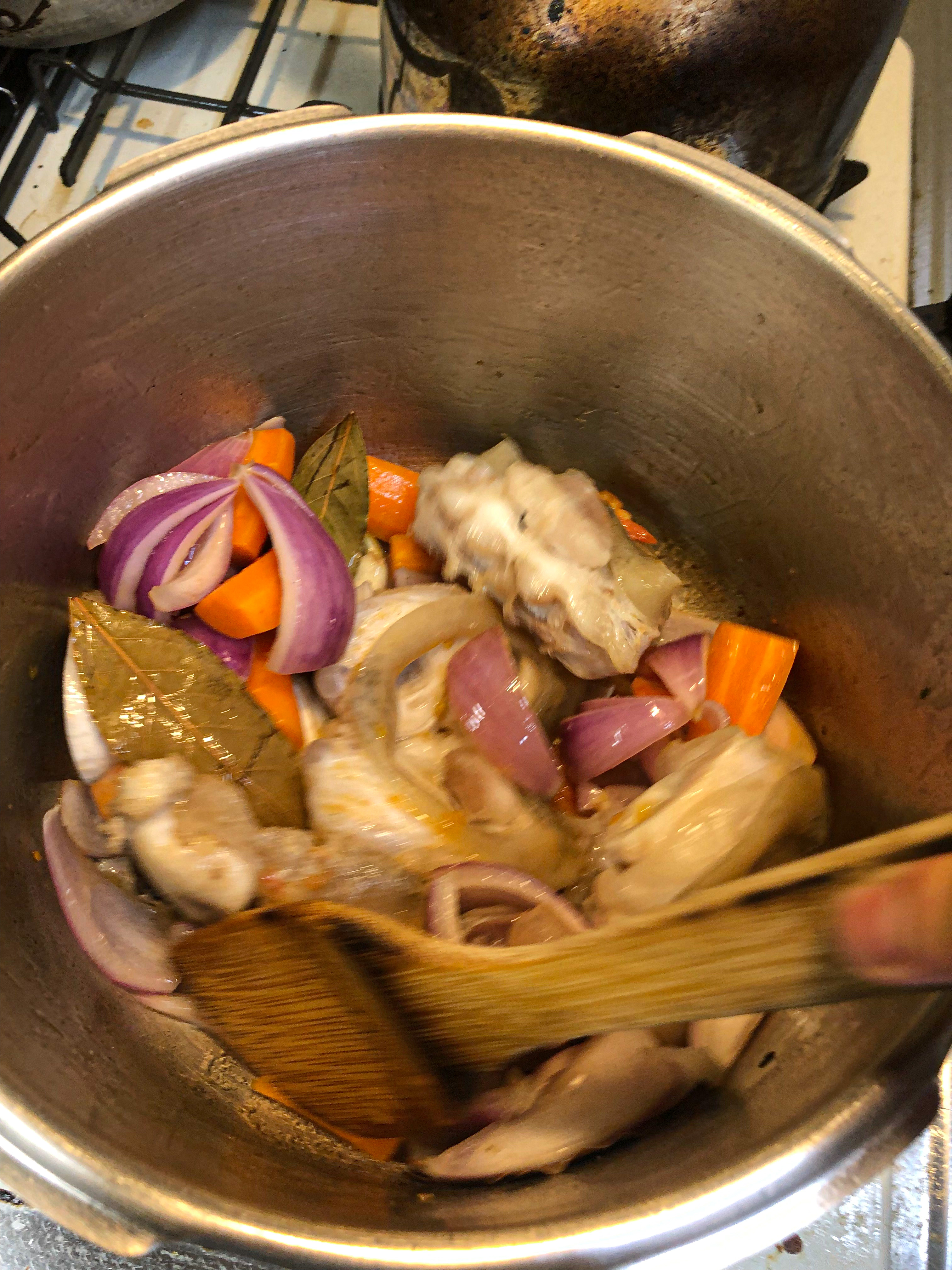
كوارع

الكوارع من أشهر الأكلات في العديد من الدول العربية، وخاصة في مصر، السودان، العراق والأردن وغيرها من البلدان، والتي تقدم في بعض من المطاعم، وكذلك في اغلب البيوت وعلى اختلاف طبقاتها ولكن تشتهر بها مطاعم القاهرة الشعبية بالذات.  وهي أقدام الجاموس والبقر وتسمى لدى بدو سيناء وجزيرة العراق وبلاد الشام بالمقادم، وتسمى الهرقمة في تونس، ولا يختلف الاسم عن الطريقة التي تعد بها تلك الوجبة الدسمة . يمكن تحضير شوربة الكوارع منها والتي تساعد على التدفئة في فصل الشتاء ويمكن تحضيرها في 5 خطوات، ويحتوي كل 100 جرام من الكوارع على 320 سعرة حرارية.